# Olympische Sommerspiele 1968/Schwimmen
Bei den XIX. Olympischen Sommerspielen 1968 in Mexiko-Stadt wurden im Schwimmen insgesamt 29 Wettbewerbe ausgetragen, davon 15 für Männer und 14 für Frauen.

## Männer

### 100 m Freistil
| Platz | Land | Athlet         | Zeit            |
| ----- | ---- | -------------- | --------------- |
| 1     | AUS  | Michael Wenden | 52,2 s (WR, OR) |
| 2     | USA  | Kenneth Walsh  | 52,8 s          |
| 3     | USA  | Mark Spitz     | 53,0 s          |

Finale am 19. Oktober

### 200 m Freistil
| Platz | Land | Athlet             | Zeit            |
| ----- | ---- | ------------------ | --------------- |
| 1     | AUS  | Michael Wenden     | 1:55,2 min (OR) |
| 2     | USA  | Donald Schollander | 1:55,8 min      |
| 3     | USA  | John Nelson        | 1:58,1 min      |

Finale am 24. Oktober

### 400 m Freistil
| Platz | Land | Athlet        | Zeit            |
| ----- | ---- | ------------- | --------------- |
| 1     | USA  | Mike Burton   | 4:09,0 min (OR) |
| 2     | CAN  | Ralph Hutton  | 4:11,7 min      |
| 3     | FRA  | Alain Mosconi | 4:13,3 min      |

Finale am 23. Oktober

### 1500 m Freistil
| Platz | Land | Athlet         | Zeit             |
| ----- | ---- | -------------- | ---------------- |
| 1     | USA  | Mike Burton    | 16:38,9 min (OR) |
| 2     | USA  | John Kinsella  | 16:57,3 min      |
| 3     | AUS  | Gregory Brough | 17:04,7 min      |

Finale am 26. Oktober

### 100 m Rücken
| Platz | Land | Athlet          | Zeit        |
| ----- | ---- | --------------- | ----------- |
| 1     | GDR  | Roland Matthes  | 58,7 s (OR) |
| 2     | USA  | Charles Hickcox | 1:00,2 min  |
| 3     | USA  | Ronald Mills    | 1:00,5 min  |

Finale am 22. Oktober

### 200 m Rücken
| Platz | Land | Athlet         | Zeit            |
| ----- | ---- | -------------- | --------------- |
| 1     | GDR  | Roland Matthes | 2:09,6 min (OR) |
| 2     | USA  | Mitchell Ivey  | 2:10,6 min      |
| 3     | USA  | Jack Horsley   | 2:10,9 min      |

Finale am 25. Oktober

### 100 m Brust
| Platz | Land | Athlet                         | Zeit            |
| ----- | ---- | ------------------------------ | --------------- |
| 1     | USA  | Donald McKenzie                | 1:07,7 min (OR) |
| 2     | URS  | Wladimir Iwanowitsch Kossinski | 1:08,0 min      |
| 3     | URS  | Nikolai Pankin                 | 1:08,0 min      |

Finale am 19. Oktober

### 200 m Brust
| Platz | Land | Athlet                         | Zeit       |
| ----- | ---- | ------------------------------ | ---------- |
| 1     | MEX  | Felipe Múñoz                   | 2:28,7 min |
| 2     | URS  | Wladimir Iwanowitsch Kossinski | 2:29,2 min |
| 3     | USA  | Brian Job                      | 2:29,9 min |

Finale am 22. Oktober

### 100 m Schmetterling
| Platz | Land | Athlet          | Zeit   |
| ----- | ---- | --------------- | ------ |
| 1     | USA  | Douglas Russell | 55,9 s |
| 2     | USA  | Mark Spitz      | 56,4 s |
| 3     | USA  | Ross Wales      | 57,2 s |

Finale am 21. Oktober

### 200 m Schmetterling
| Platz | Land | Athlet           | Zeit       |
| ----- | ---- | ---------------- | ---------- |
| 1     | USA  | Carl Robie       | 2:08,7 min |
| 2     | GBR  | Martyn Woodroffe | 2:09,0 min |
| 3     | USA  | John Ferris      | 2:09,3 min |

Finale am 24. Oktober

### 200 m Lagen
| Platz | Land | Athlet          | Zeit            |
| ----- | ---- | --------------- | --------------- |
| 1     | USA  | Charles Hickcox | 2:12,0 min (OR) |
| 2     | USA  | Greg Buckingham | 2:13,0 min      |
| 3     | USA  | John Ferris     | 2:13,3 min      |

Finale am 20. Oktober

### 400 m Lagen
| Platz | Land | Athlet           | Zeit       |
| ----- | ---- | ---------------- | ---------- |
| 1     | USA  | Charles Hickcox  | 4:48,4 min |
| 2     | USA  | Gary Hall senior | 4:48,7 min |
| 3     | FRG  | Michael Holthaus | 4:51,4 min |

Finale am 23. Oktober

### 4 × 100 m Freistil
| Platz | Land | Athleten                                                               | Zeit                |
| ----- | ---- | ---------------------------------------------------------------------- | ------------------- |
| 1     | USA  | Zachary Zorn Stephen Rerych Mark Spitz Kenneth Walsh                   | 3:31,7 min (WR, OR) |
| 2     | URS  | Semjon Beliz-Geiman Wiktor Masanow Leonid Iljitschow Georgijs Kuļikovs | 3:34,2 min          |
| 3     | AUS  | Gregory Rogers Robert Cusack Robert Windle Michael Wenden              | 3:34,7 min          |

Finale am 17. Oktober

### 4 × 200 m Freistil
| Platz | Land | Athleten                                                              | Zeit       |
| ----- | ---- | --------------------------------------------------------------------- | ---------- |
| 1     | USA  | John Nelson Stephen Rerych Mark Spitz Donald Schollander              | 7:52,3 min |
| 2     | AUS  | Gregory Rogers Graham White Robert Windle Michael Wenden              | 7:53,7 min |
| 3     | URS  | Wladimir Bure Semjon Beliz-Geiman Georgijs Kuļikovs Leonid Iljitschow | 8:01,6 min |

Finale am 21. Oktober

### 4 × 100 m Lagen
| Platz | Land | Athlet                                                                           | Zeit                |
| ----- | ---- | -------------------------------------------------------------------------------- | ------------------- |
| 1     | USA  | Charles Hickcox Donald McKenzie Douglas Russell Kenneth Walsh                    | 3:54,9 min (WR, OR) |
| 2     | GDR  | Roland Matthes Egon Henninger Horst-Günter Gregor Frank Wiegand                  | 3:57,5 min          |
| 3     | URS  | Juri Gromak Wladimir Iwanowitsch Kossinski Wladimir Nemschilow Leonid Iljitschow | 4:00,7 min          |

Finale am 26. Oktober

## Frauen

### 100 m Freistil
| Platz | Land | Athletin        | Zeit       |
| ----- | ---- | --------------- | ---------- |
| 1     | USA  | Jan Henne       | 1:00,0 min |
| 2     | USA  | Susan Pedersen  | 1:00,3 min |
| 3     | USA  | Linda Gustavson | 1:00,3 min |

Finale am 19. Oktober

### 200 m Freistil
| Platz | Land | Athletin     | Zeit            |
| ----- | ---- | ------------ | --------------- |
| 1     | USA  | Debbie Meyer | 2:10,5 min (OR) |
| 2     | USA  | Jan Henne    | 2:11,0 min      |
| 3     | USA  | Jane Barkman | 2:11,2 min      |

Finale am 22. Oktober

### 400 m Freistil
| Platz | Land | Athletin        | Zeit            |
| ----- | ---- | --------------- | --------------- |
| 1     | USA  | Debbie Meyer    | 4:31,8 min (OR) |
| 2     | USA  | Linda Gustavson | 4:35,5 min      |
| 3     | AUS  | Karen Moras     | 4:37,0 min      |

Finale am 20. Oktober

### 800 m Freistil
| Platz | Land | Athletin             | Zeit            |
| ----- | ---- | -------------------- | --------------- |
| 1     | USA  | Debbie Meyer         | 9:24,0 min (OR) |
| 2     | USA  | Pamela Kruse         | 9.35,7 min      |
| 3     | MEX  | María Teresa Ramírez | 9:38,5 min      |

Finale am 24. Oktober

### 100 m Rücken
| Platz | Land | Athletin      | Zeit                |
| ----- | ---- | ------------- | ------------------- |
| 1     | USA  | Kaye Hall     | 1:06,2 min (WR, OR) |
| 2     | CAN  | Elaine Tanner | 1:06,7 min          |
| 3     | USA  | Jane Swagerty | 1:08,1 min          |

Finale am 23. Oktober

### 200 m Rücken
| Platz | Land | Athletin       | Zeit            |
| ----- | ---- | -------------- | --------------- |
| 1     | USA  | Lillian Watson | 2:24,8 min (OR) |
| 2     | CAN  | Elaine Tanner  | 2:27,4 min      |
| 3     | USA  | Kaye Hall      | 2:28,9 min      |

Finale am 25. Oktober

### 100 m Brust
| Platz | Land | Athletin                    | Zeit            |
| ----- | ---- | --------------------------- | --------------- |
| 1     | YUG  | Đurđica Bjedov              | 1:15,8 min (OR) |
| 2     | URS  | Galina Prosumenschtschikowa | 1:15,9 min      |
| 3     | USA  | Sharon Wichman              | 1:16,1 min      |

Finale am 19. Oktober

### 200 m Brust
| Platz | Land | Athletin                    | Zeit            |
| ----- | ---- | --------------------------- | --------------- |
| 1     | USA  | Sharon Wichman              | 2:44,4 min (OR) |
| 2     | YUG  | Đurđica Bjedov              | 2:46,4 min      |
| 3     | URS  | Galina Prosumenschtschikowa | 2:47,0 min      |

Finale am 23. Oktober

### 100 m Schmetterling
| Platz | Land | Athletin           | Zeit       |
| ----- | ---- | ------------------ | ---------- |
| 1     | AUS  | Lynette McClements | 1:05,5 min |
| 2     | USA  | Ellie Daniel       | 1.05,8 min |
| 3     | USA  | Susan Shields      | 1:06,2 min |

Finale am 21. Oktober

### 200 m Schmetterling
| Platz | Land | Athletin      | Zeit            |
| ----- | ---- | ------------- | --------------- |
| 1     | NED  | Ada Kok       | 2:24,7 min (OR) |
| 2     | GDR  | Helga Lindner | 2:24,8 min      |
| 3     | USA  | Ellie Daniel  | 2:25,9 min      |

Finale am 24. Oktober

### 200 m Lagen
| Platz | Land | Athletin       | Zeit            |
| ----- | ---- | -------------- | --------------- |
| 1     | USA  | Claudia Kolb   | 2:24,7 min (OR) |
| 2     | USA  | Susan Pedersen | 2:28,8 min      |
| 3     | USA  | Jan Henne      | 2:31,4 min      |

Finale am 20. Oktober

### 400 m Lagen
| Platz | Land | Athletin         | Zeit            |
| ----- | ---- | ---------------- | --------------- |
| 1     | USA  | Claudia Kolb     | 5:08,5 min (OR) |
| 2     | USA  | Lynn Vidali      | 5:22,2 min      |
| 3     | GDR  | Sabine Steinbach | 5.25,3 min      |

Finale am 25. Oktober

### 4 × 100 m Freistil
| Platz | Land | Athletinnen                                                 | Zeit            |
| ----- | ---- | ----------------------------------------------------------- | --------------- |
| 1     | USA  | Jane Barkman Linda Gustavson Susan Pedersen Jan Henne       | 4:02,5 min (OR) |
| 2     | GDR  | Martina Grunert Uta Schmuck Roswitha Krause Gabriele Wetzko | 4:05,7 min      |
| 3     | CAN  | Angela Coughlan Marilyn Corson Elaine Tanner Marion Lay     | 4:07,2 min      |

Finale am 26. Oktober

### 4 × 100 m Lagen
| Platz | Land | Athletinnen                                                   | Zeit                |
| ----- | ---- | ------------------------------------------------------------- | ------------------- |
| 1     | USA  | Kaye Hall Catherine Ball Ellie Daniel Susan Pedersen          | 4:28,3 min (WR, OR) |
| 2     | AUS  | Lynne Watson Judy Playfair Lynette McClements Janet Steinbeck | 4:30,0 min          |
| 3     | FRG  | Angelika Kraus Uta Frommater Heike Hustede Heidi Reineck      | 4:36,4 min          |

Finale am 17. Oktober